# Fillmore (Metro de Los Ángeles)
Fillmore es una estación en la línea A del Metro de Los Ángeles y es administrada por la Autoridad de Transporte Metropolitano del Condado de Los Ángeles. La estación se encuentra localizada en Pasadena, California entre la Calle Fillmore y la Avenida Raymond.

## Atracciones
- Huntington Hospital

## Conexiones de autobuses
- Metro Local: 260, 686, 687
- Metro Rapid: 762
- Pasadena ARTS: 20, 51, 52, 70